# 尼日利亚人
尼日利亚人指尼日利亚公民或祖先来自尼日利亚的人。

## 概述
各种部族和文化的族群组成了尼日利亚，而“尼日利亚人”一词是指基于公民身份的国籍。250多个部族和语言构成了现在的尼日利亚人。尽管尼日利亚部族众多，但经济因素导致具有多部族和宗教背景的尼日利亚人大量流动，并居住在其部族或宗教背景之外的尼日利亚土地上，导致各种部族和宗教群体的杂居混合，这一特点在尼日利亚的城市尤其明显。英语是尼日利亚人的通用语言。53.5%的尼日利亚人是穆斯林，约45.5%是基督徒。

## 部族
由于大英帝国的殖民造成了尼日利亚的建立，许多不同的部族和宗教背景的人构成了尼日利亚人。在尼日利亚的250多个部族中，人口较多的大部族有20多个，最大的部族为豪萨族、富拉尼族（并称豪萨-富拉尼族）、约鲁巴族和伊博族，分别占全国人口的29%、21%和18%。此外，尼日利亚还有少数的英国人、印巴人和亚裔人。

## 历史
尼日利亚历史上有几个主要的王朝，通过国王及其法律和税收制度影响了尼日利亚社会，并利用宗教合法化王权并团结人民。尼日利亚北部在文化上受到伊斯兰教与历史上几个主要的伊斯兰王朝的影响。加奈姆-博尔努帝国和索科托哈里发国是尼日利亚北部历史上主要的伊斯兰国家。尼日利亚南部历史上受到几个强大王朝的影响，包括贝宁帝国和奥约帝国、伊费邦联和其他几个约鲁巴国家。

## 文化
尼日利亚人的文化深受英国殖民统治的影响。如受到英国殖民当局谴责和攻击的一夫多妻制，神明裁判，以及某些类型的祭祀。与此同时，英国殖民当局维护和推广了尼日利亚传统文化，加强了殖民管理。英国人在尼日利亚南部传播基督教，基督教传教士协助英国当局在尼日利亚建立西式教育体系，这导致英语在尼日利亚的传授并随后成为尼日利亚的主要语言。英国人用雇佣劳动取代了无偿家务劳动。
在尼日利亚，百分之七十以上的尼日利亚人生活在两种不同类型的村庄里：第一类村庄是伊博人和蒂夫人惯用的，由分散的院落的组成，第二类村庄是豪萨-富拉尼人、约鲁巴人和卡努里人惯用的，包含院落的核心。这些村庄由本民族的成员构成，他们有血缘关系，也有已被本民族同化的陌生人。从殖民化之前的时代到现在，尼日利亚各部落普遍接纳陌生人进入部落。一个男性长者通常担任村长。
在尼日利亚的大城市，尼日利亚人与外国人，尤其是欧洲人、黎巴嫩人和印度人大量杂居在一起。尼日利亚城市的经济重要性导致了人们从他们传统的民族或文化故乡外迁到城市。伊博人、豪萨-富拉尼人和伊比比奥人通常迁至拉各斯，许多南方人迁移到北方参与贸易或工作，而一些北方人的季节工和小企业主则去了南方。

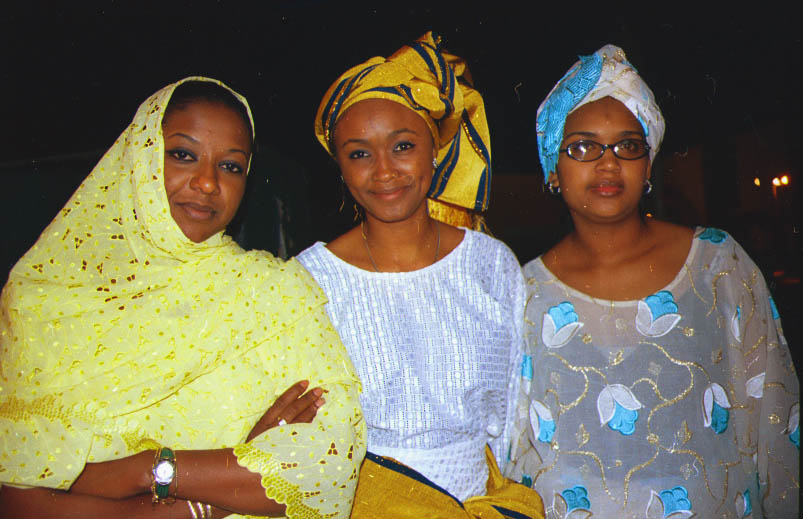
身穿传统服饰的豪萨-富拉尼族尼日利亚女人
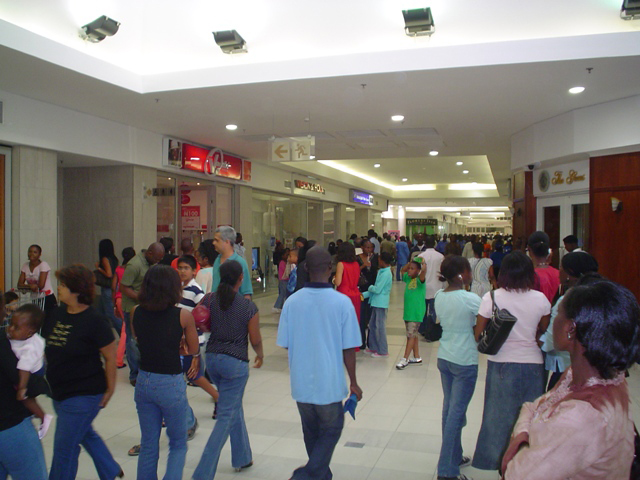
在拉各斯一个购物广场的尼日利亚人
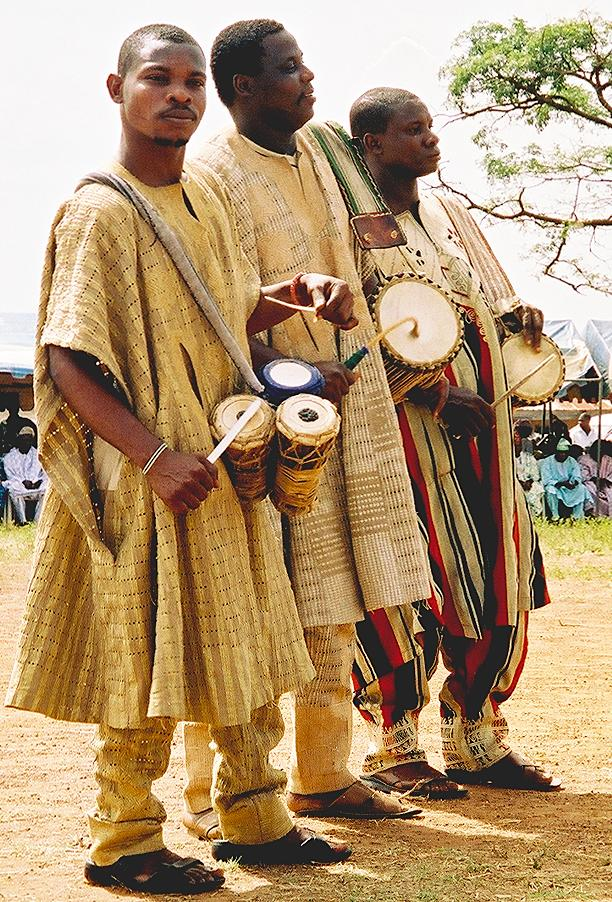
夸拉州的尼日利亚约鲁巴族男子，穿着传统服装打鼓。
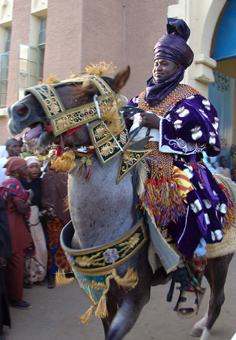
杜尔巴节（英语：Durbar festival）上的骑手
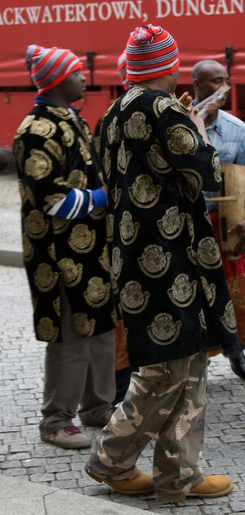
尼日利亚伊格博男子，戴着传统伊格博男子帽子，穿着现代的Isiagu服装
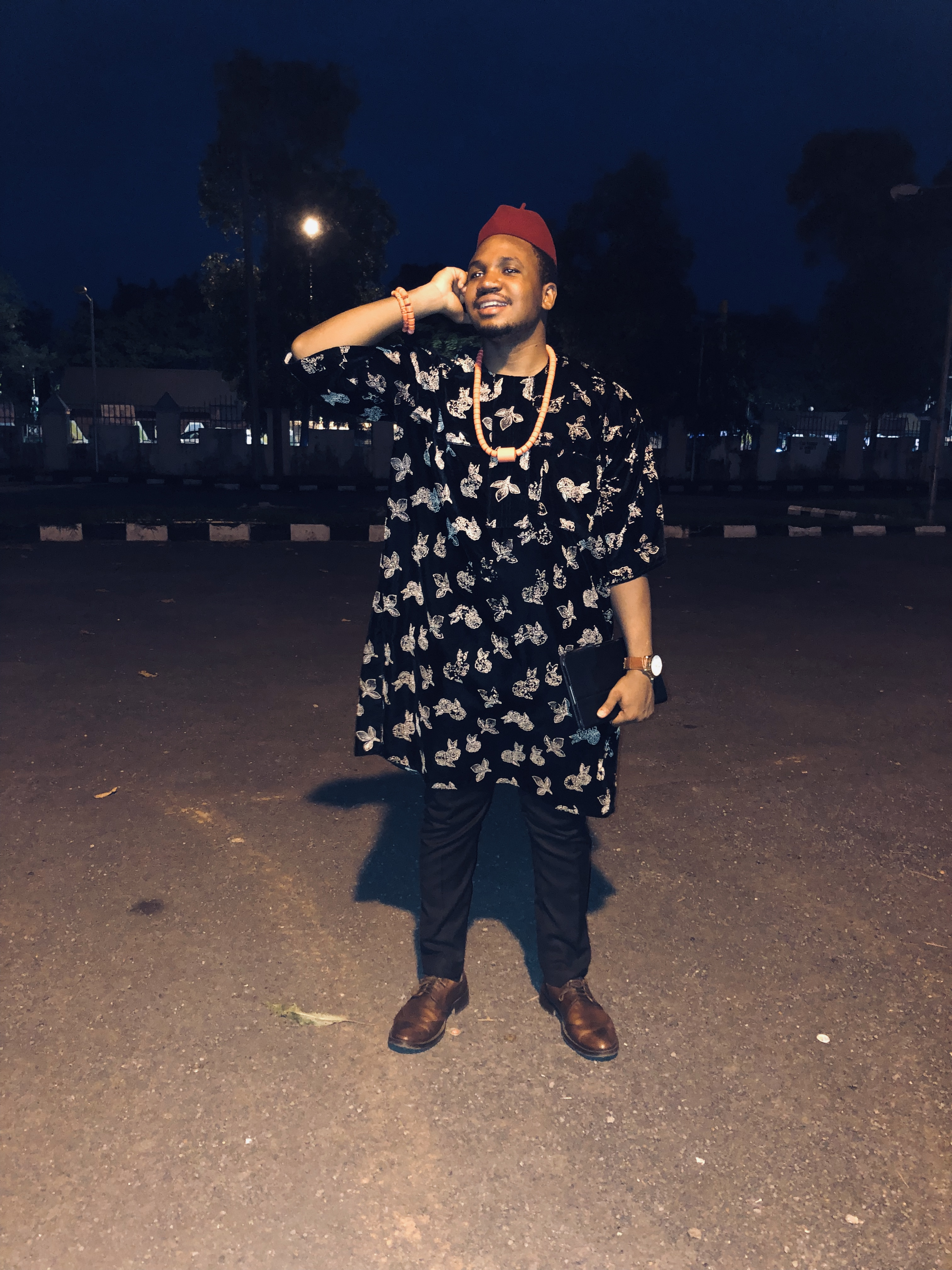
一个伊博族的男性穿着文化服装

## 宗教
- 穆斯林 53.5% [25]
- 罗马天主教 11.2% [25]
- 其他基督徒 34.7% [25]
- 传统主义者 5.9% [25]
- 不明确 0.5% [25]

## 宗派主义
族裔、宗教、地区争端和紧张局势普遍导致尼日利亚人在政治问题上存在分歧。尤其是北部穆斯林和南部基督教徒之间的文化和政治分歧使宗教政治化，造成了尼日利亚的重大政治争端。极端分子以种族和宗教问题为动机的暴行也加剧了紧张局势。
据戈登2003年的专著，尽管存在极端主义，大多数尼日利亚人继续和平共处。受教育程度较高和富裕的尼日利亚人，与许多离开小型同质民族社区到人口混杂的城市寻求经济机会的尼日利亚人之间，已培养出一种共同的尼日利亚人身份认同。尽管尼日利亚人之间存在文化差异，但英语是他们普遍使用的主要语言。此外，大多数尼日利亚人共享对个体自由和民主的信奉。即使在军事统治时期，军政府也受到尼日利亚人的压力，保持民主立场。尼日利亚的政治人物通常知道多种土著语言，而不仅限于他们自己的土著语言。